# Enizemum scorteum
Enizemum scorteum är en stekelart som beskrevs av Dasch 1964. Enizemum scorteum ingår i släktet Enizemum och familjen brokparasitsteklar. Inga underarter finns listade i Catalogue of Life.